# Caius Welcker
Jan Herman Welcker, dit Caius Welcker (9 juillet 1885 – 13 février 1939), est un footballeur international néerlandais, qui évoluait au poste d'attaquant.

## Biographie

### Carrière en club
Il passe l'intégralité de sa carrière de joueur au Quick Den Haag. Avec cette équipe, il remporte un championnat des Pays-Bas et une Coupe des Pays-Bas.

### Carrière en sélection
Il dispute un total de dix-sept matchs avec la sélection néerlandaise, pour cinq buts inscrits, entre 1907 et 1911.
Il joue son premier match en équipe nationale le 21 décembre 1907 contre l'Angleterre et son dernier le 17 avril 1911 contre cette même équipe. Il inscrit un doublé face à la Belgique le 10 avril 1910.
Il fait partie de la sélection néerlandaise lors des Jeux olympiques de 1908, compétition lors de laquelle il remporte la médaille de bronze. Il dispute les deux matchs de la sélection néerlandaise, face à la Grande-Bretagne puis face à la Suède.

## Palmarès
| Quick Den Haag - Championnat des Pays-Bas (1) : - Champion : 1907-08. - KNVB beker (1) : - Vainqueur : 1910-1911. |  | Pays-Bas - Jeux olympiques : - Bronze : 1908. |